# Tawfiq Abu l-Huda
Tawfiq Abu l-Huda (arabisch توفيق أبو الهدى, DMG Taufīq Abū l-Hudā; * 1894 in Akkon; † 1. Juli 1956 in Amman) war ein jordanischer Politiker, der mehrfach das Amt des Premierministers bekleidete.
Am 28. September 1938 wurde er erstmals zum Premierminister Jordaniens (damals offiziell Transjordanien als vormaliger Teil des britischen Mandatsgebietes Palästina) berufen. Er nahm 1939 an der St.-James-Konferenz in London teil. Seine erste Amtszeit währte bis zum 15. Oktober 1944. Das Amt hatte er noch drei weitere Male inne: vom 28. Dezember 1947 bis 12. April 1950, vom 25. Juli 1951 bis 5. Mai 1953, sowie vom 4. Mai 1954 bis zum 30. Mai 1955. 
Am 1. Juli 1956 wurde er tot in seinem Haus in Amman aufgefunden, den Anzeichen nach beging er Selbstmord.